# 神明塚古墳
神明塚古墳（日语：／ Shinmeidukakofun）是位於日本靜岡縣沼津市松長字上之段的一座前方後圓墳，沼津市指定史跡。

## 概要
古墳位處片濱站以東約200米，全長52.5米，標高6米，是一座前方後圓墳，地處於田子之浦至沼津市狩野川河口形成的鈴川砂礫洲和千本砂礫洲，其附近建有十數座圓墳，統稱為松長古墳群。古墳名「神明塚」源於後圓部分頂端的神明社，古墳以東處則是公園。根據1982年沼津市教育委員會的考古調查推測，古墳建於古墳時代中期後半，但是在2003年的考古調查中，由於出土了雙重口緣的底部穿孔壺，而且前方部分長度僅及後圓部分的直徑的一半左右，因此改為推測建於古墳時代前期。

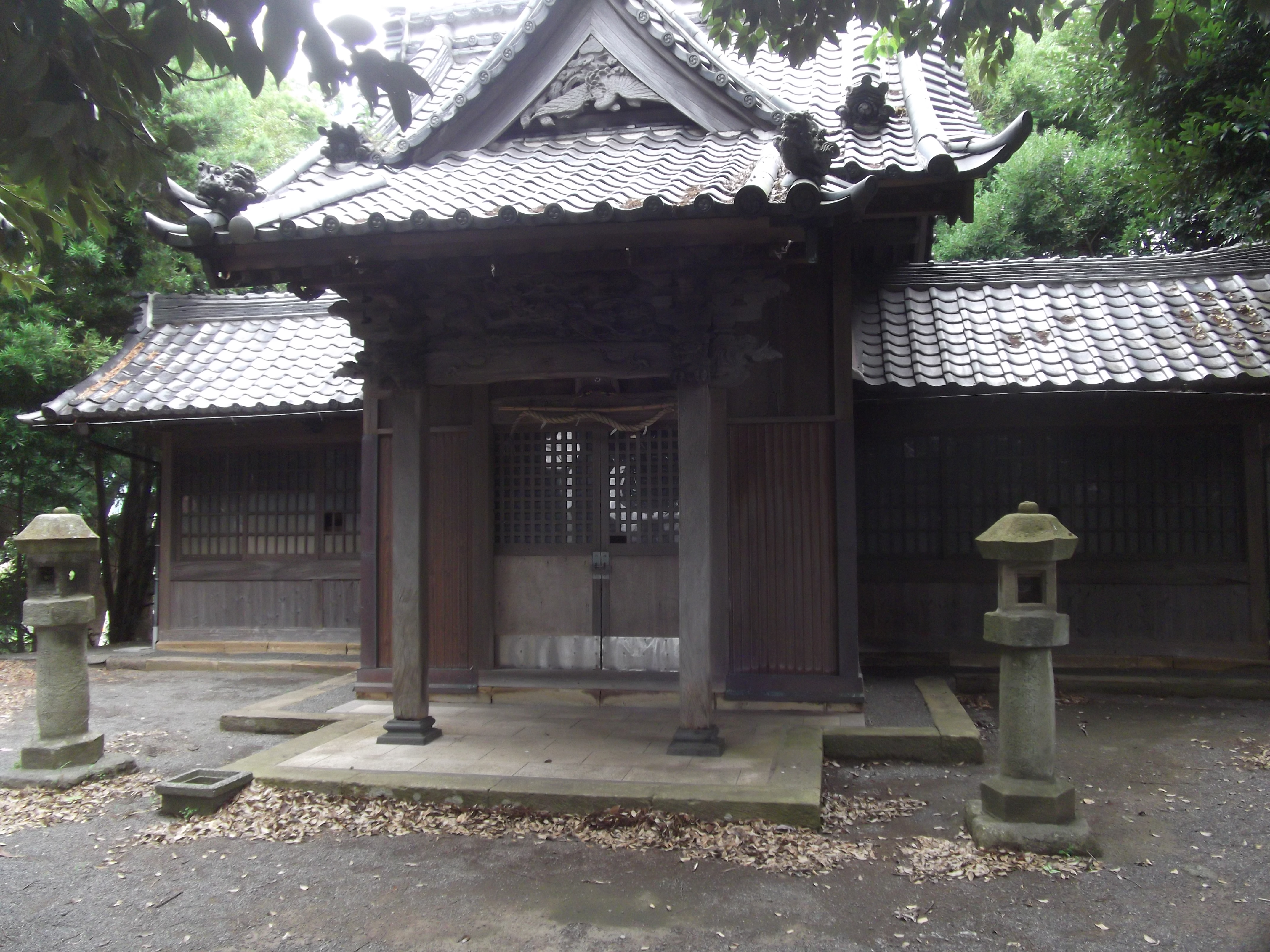
神明社

## 發掘過程

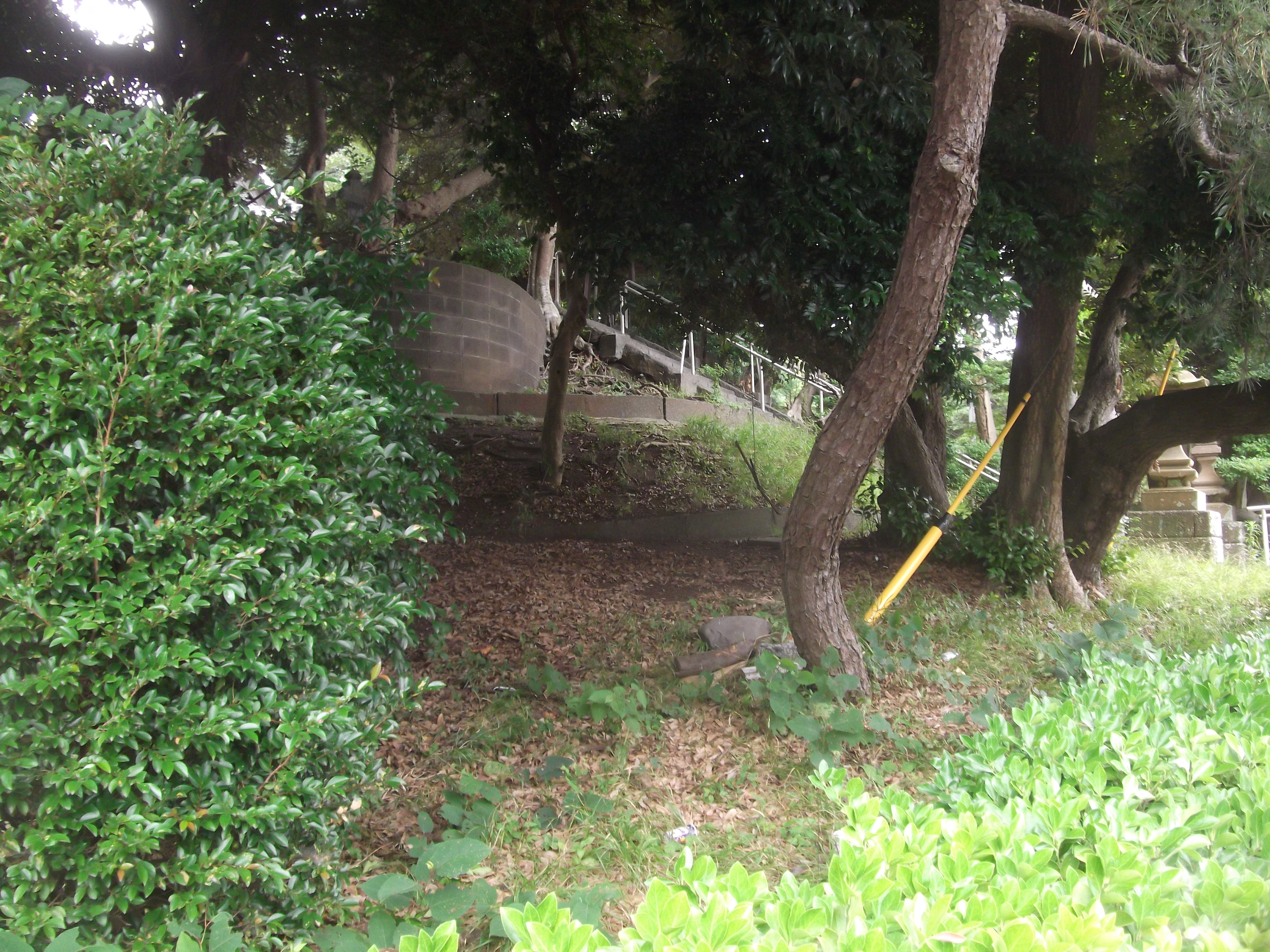
後圓部分的混凝土製護土牆

1948年，在日本大學三島考古研究會的調查下，確認古墳為前方後圓墳。
在松長地域內，由於古墳後圓部分的墳頂建有神明社，而且東面是寬闊的公園，因此附近是當地市民用作祭礼和休息的地方。由於古墳的墳丘幾乎都是由礫石和沙建成，沙石曾經逐漸流失，對此松長自治會，除了堆土外，亦在後圓部分周圍設置了護土牆，以防沙石流失。
1981年4月，松長自治會向沼津市教育委員會提出神明塚古墳保存整備的要望書，委員會便在同年中開始測量調查，翌年7月至8月，為了確認古墳範圍，進行了試掘坑調查。

## 規模
古墳的規模如下。
- 墳丘長53米
- 前方部分長23.5米
- 後圓部分直徑37米
- 標高6米

## 出土文物
古墳的出土文物如下。
第1次調查（1983年）和第2次調查（2003年）。
- 壺型土器
- 甕型土器
- S字狀口緣台附甕
- 高杯形土器
- 鉢形土器

## 外部連結
- 神明塚古墳（しんめいづかこふん） （页面存档备份，存于） - 沼津市
- 维基共享资源上的相關多媒體資源：神明塚古墳